# Élection présidentielle de 1970 au Dahomey
Les élections présidentielles ont eu lieu au Dahomey du 9 au 28 mars 1970.
Le vote s'est déroulé « dans une province à la fois » dans les six départements du Dahomey. Cependant, le 28 mars, le conseil militaire au pouvoir a suspendu tout nouveau vote en raison de violences entre les partisans des trois principaux candidats. Au moment où le vote a été interrompu, Justin Ahomadégbé-Tomêtin du Dahomey avait obtenu une pluralité de voix, mais des désaccords entre factions dans d'autres régions du pays ont conduit à l'annulation des résultats. Le compromis annoncé par la junte militaire, le 1er mai, était de nommer les trois principaux candidats - les anciens présidents Sourou-Migan Apithy, Hubert Maga, et l'ancien Premier ministre Ahomadégbé-Tomêtin - à un Conseil présidentiel de trois hommes pour gouverner le pays, en faisant tourner la présidence tous les deux ans, déclarant effectivement les trois hommes vainqueurs des élections,. Maga a servi le premier mandat de deux ans, avant de passer le relais à Ahomadégbé en 1972, qui a ensuite été démis de ses fonctions par un coup d'État dirigé par Mathieu Kérékou plus tard dans l'année. Le taux de participation aux élections a été de 56,7 %.

## Contexte
Le 10 décembre 1969, le président Émile Derlin Zinsou est renversé par Maurice Kouandété, qui l'avait installé à la présidence en 1968. Cependant, les militaires ont refusé de reconnaître Kouandété.
Les deux hommes ne parvenant pas à s'entendre, un directoire militaire est créé avec Paul-Émile de Souza comme président. Les élections ont été organisées pour déterminer le vrai président.

## Campagne
Les trois candidats ont été autorisés à faire campagne, et ils n'ont pas manqué l'occasion. L'intimidation et la corruption étaient monnaie courante et la campagne électorale a vu le retour des loyautés régionales.
Elle a également été marquée par une série d'explosions violentes ; des rapports invalidés indiquent que six personnes ont été tuées ou blessées lors d'incidents à Parakou à la veille des élections.
Son collègue candidat Zinsou affirme que les partisans de Maga avaient tué l'un de ses partisans lors desdits incidents.

## Résultats
Les accusations portées contre lui n'ont pas affecté la position de Maga dans les sondages ; il a reçu la majorité des voix dans le nord, et Apithy et Ahomadégbé-Tomêtin ont reçu la majorité dans le sud-est et le sud-ouest/centre, respectivement. Les résultats des élections ont montré une victoire pour Maga avec 252551 voix, 200091 pour Ahomadégbé-Tomêtin et 186332 pour Apithy.
Dans tout le sud, Maga a recueilli 24000 voix contre 180000 qui ont voté pour lui dans le département du Borgou, obtenant 97,3 % des 78 % de participation. Zinsou, courant pour contrer les affrontements tribaux constants, a reçu 3%, avec 17551 voix.

## Conséquences
À la suite de l'élection, de Souza décide d'annuler les résultats de l'Atacora, la région où Maga a reçu le plus de voix, le 3 avril.
Indigné, Maga forma l'Assemblée des peuples du nord, qui menaça de faire sécession s'il n'était pas déclaré président. Il refuse de quitter son QG de campagne à Parakou même pour assister à des réunions politiques.
La réaction de Maga à l'annulation incite de nombreux travailleurs du sud à fuir le nord. Apithy déclare qu'il convaincrait sa région de rejoindre le Nigeria si Maga prenait la présidence et prenait des mesures pour soudoyer son chemin dans ce bureau. Ahomadégbé-Tomêtin affirme que Maga avait truqué le système électoral à son avantage. Contrairement aux trois autres anciens présidents, Zinsou admet qu'il a été battu et décide de participer à la négociation, expliquant qu'il rejette l'idée d'une coalition « pour des raisons personnelles ». Les autres anciens présidents, en revanche, acceptent un compromis hâtif le 13 avril pour éviter une guerre civile.